# Caudeval
Caudeval (en occitan Caudavalh) est une ancienne commune française, située dans le département de l'Aude en région Occitanie. Le 1er janvier 2016, elle a fusionné avec Gueytes-et-Labastide pour former la commune nouvelle de Val de Lambronne.

## Géographie

### Localisation
Caudeval est une commune limitrophe avec le département de l'Ariège. située à mi-chemin entre Mirepoix (Ariège) et Limoux (Aude), culminant à 360 mètres. 

### Communes limitrophes
| Cazals-des-Baylès (Ariège) | Seignalens | Lignairolles                            |
| Moulin-Neuf (Ariège)       | Caudeval   | Gueytes-et-Labastide (Val de Lambronne) |
|                            | Tréziers   | Corbières                               |

### Géologie et relief
Caudeval se situe en zone de sismicité 2 (sismicité faible).

### Voies de communication et transports
On y accède par l'ancienne route nationale 626 entre Mirepoix et Gueytes-et-Labastide.

## Toponymie
En occitan Caudeval signifie « la fin de la vallée » ou « vallée chaude » d'où la rumeur qu'il y aurait eu des sources thermales.

## Histoire
L'histoire de Caudeval se confond avec l'historique du château de Caudeval et peut être scindée en quatre périodes.

### Avant leXIesiècle
Avant la construction du château, le site était une terre des comtes de  Foix, appelée en 1132, "Vallée de Vendras", aux Xe et XIe siècles, nom gallo-romain formé sur "Venerius" plus suff."anum".
Des décors de l'époque romaine ont été trouvés sur le site du château, en particulier deux fûts de colonne de 7 m de hauteur chacune.
Au XIe siècle une tour existait à l'angle nord-ouest du château ; les fondations de cette tour ont été retrouvées et dégagées en 1988.
Les comtes de Foix, menant une politique d'expansion vers le bassin méditerranéen, avaient étendu leur autorité jusqu'au col de Peyrefite, à l'est de Caudeval.

### Le premier château, auXIIesiècle
Le comte de Foix, Roger III, fit don de la moitié de ses droits sur la vallée de Vendras, quand sa fille, Brandimende, épousa Guilhem d'Alaigne, vicomte de Razès, en 1132.
Le château comprenait l'actuelle partie sud, de section rectangulaire et de dimension réduite (moins de la moitié de la surface de l'actuel château).
Les défenses du château étaient puissantes, avec des courtines, sur une double rangée, et constituaient un très grand rectangle, "engerbant" la tour IXe siècle. L'entrée était située sur la face est ; deux corbeaux, de grande dimension, subsistent ; ils supportaient le mâchicoulis au-dessus de l'entrée, à la place de la tour extérieure est.
À la fin du XIIe siècle, le village de Caudeval fut créé ; il comprenait une rue centrale et une ceinture de remparts, dont l'entrée se situait à l'angle est ; il subsiste un angle de cette ceinture, appelé "la tourette". Des fossés entouraient le village.
Les habitants étaient "à la disposition" du seigneur soit à titre de "main d’œuvre", soit comme adjoints d'hommes de guerre, tels que guetteurs.
Les seigneurs épousèrent la cause cathare et la famille A'NIORT domina la région ; ce fait méconnu a écarté Caudeval, à tort et à l'encontre de l'Histoire, des sites cathares de l'Aude.

### Le deuxième château, après la croisade cathare
Couvrant mirepoix face à l'est, le château de Caudeval fut pris en 1209 lors du passage des forces de Simon de Montfort. Deux boulets de pierre ont été trouvés datant du siège de 1209. Le pierrier était en position, selon toute vraisemblance, sur la colline sud et à moins de 100 mètres, là où des Templiers ont construit un ouvrage dont les fondations subsistent.
Les suzerains de Caudeval furent, dès lors, durant près de six siècles les Levis-Mirepoix.
Le château fut agrandi, puis doublé en volume : le mur ouest, fait de très beaux moellons, et des ouvertures intérieures sont le témoignage de ces travaux.
Les courtines furent renforcées ; la courtine est subsiste avec ses trous de boulins pour, en cas de menace ou de siège, la mise en place de hourds.
Parmi les seigneurs, il convient de citer Jean d'Aulon, maître d'Host de Jeanne d'Arc (commandant l'armée de Jeanne d'Arc), gouverneur de Castelnaudary, puis gouverneur de Peyrepertusse, sénéchal de Beaucaire et de Nîmes, enfin conseiller du Roi.
Les deux coseigneuries furent réunies en une baronnie en 1565 ; Hector de Labat, capitoul, fut le premier baron.
À cette époque fut construite à la tour à escalier en vis. La cour sud était pavée et on entrait dans la tour  en franchissant  deux marches, découvertes en 1995.
À l'extérieur, le renforcement des défenses fut réalisé par les Levis, quand ils construisirent les deux tours entre 1300 et 1350, la tour est s'appuyant sur le mur-porte du premier château. Ces tours, de section carrée, étaient plus basses qu'actuellement.
Le château fut pris une deuxième fois, en 1575, lors des guerres de religion par des troupes protestantes. Il fut repris un an après.

### Le troisième château duXVIeà la fin duXIXesiècle
Par suite d'alliances, la famille des Comtes de Rochechouart, Marquis de Faudoas, s'installa à Caudeval.
Une aile y fut construite avec la cage du grand escalier. La toiture, plate, fut refaite avec un couronnement de génoises à cinq rangées. La tour du XVIe siècle fut rehaussée, ainsi que les tours extérieures.
Dans treize salons et cabinets, des décors de gypseries furent réalisés. Certains décors sont uniques en France : ils représentent à la fois les armoiries des Rochechouart-Faudoas, les symboles de sièges de villes prises par certains Rochechouart et les attributs de Gouverneur de Province. D'autres rappellent les prénoms des enfants des Seigneurs de Caudeval au XVIIe siècle. 
Comme ces décors étaient de couleur blanche, il était nécessaire qu'ils soient fortement éclairés. Par voie de conséquences, les ouvertures à meneaux furent supprimées et de nouvelles ouvertures furent percées, doublant leur surface. Les façades actuelles sont identiques à celles du XVIIe siècle.
Les fossés en eau furent comblés ; le sol de la cour pavée et les rues du village surélevées de 1,20 m.
La courtine fut percée pour construire le portique de pierres avec bossages et boules d'amortissement. Le portail en bois fut remplacé au XIXe par un portail en fer forgé, rappelant les décors de la rampe du grand escalier et dominé par une lyre, puisque le propriétaire, le comte de Tréville au XIXe siècle, était musicien  et avait créé, au château, un atelier de luthier.
Le comte de Tréville fit détruire la tour du IXe siècle, de même que les Rochechouart firent démolir au XVIIIe siècle les courtines, sauf celles de l'est, combler les fossés et relever le niveau de la cour sud, ainsi que le niveau de la « cour des armes » ou « cour des tours ».
Au XIXe siècle, l'Orangerie et les « communs » furent construits, en reliant le bâtiment principal aux anciennes petites écuries.

### Travaux de sauvetage et de restauration
Depuis 1972, 700 m2 de toitures furent refaites ainsi que les façades des trois tours ; les intérieurs ont été aménagés. Pour tous ces travaux, le prix de l'Obélisque du Conseil de l'Europe des VMF et un prix de Chefs-d'œuvre en péril furent décernés. Le propriétaire reçut en 1982, de monsieur le ministre de la Culture, une lettre personnelle de félicitations.
Un musée romain fut créé ; il fut agrandi au fur et à mesure des découvertes. Un musée d'Artillerie a aussi été créé.  Une galerie néolithique, du site du château, était exposée.
À l'intérieur, les visiteurs pouvaient voir, outre les musées, la salle des gardes (XVIIe siècle), les geôles (XVIIe et XVIIIe siècles), le salon de Marguerite, le salon de billard, le salon de peintures où étaient présentés peintures, dessins, sanguines et lithographies.
À ce jour, le château ne se visite plus.
Différents seigneurs de Caudeval :
- 1493, Bertrand de Antihaco
- 1510, Jean d'Aulon (écuyer de Jeanne d'Arc donc son chef d'armée) - Voir [Chateau-de-Mezerville http://www.chateau-de-mezerville.org/histoire-medievale/histoire-chateau.php]
- 1696, Pierre de Labat et d'Antignac

## Politique et administration
| Période                                  | Période  | Identité          | Étiquette | Qualité |
| ---------------------------------------- | -------- | ----------------- | --------- | ------- |
| 1939                                     | 1989     | François Fevrier  | PS        | maire   |
| 1989                                     | 2001     | Serge Serres      | SE        | maire   |
| 2001                                     | 2009     | Danièle Wyrwich   | SE        | maire   |
| 2009                                     | En cours | Josette Fontaneau | SE        | maire   |
| Les données manquantes sont à compléter. |          |                   |           |         |

## Population et société

### Démographie
L'évolution du nombre d'habitants est connue à travers les recensements de la population effectués dans la commune depuis 1793. À partir du 1er janvier 2009, les populations légales des communes sont publiées annuellement dans le cadre d'un recensement qui repose désormais sur une collecte d'information annuelle, concernant successivement tous les territoires communaux au cours d'une période de cinq ans. 
Pour les communes de moins de 10 000 habitants, une enquête de recensement portant sur toute la population est réalisée tous les cinq ans, les populations légales des années intermédiaires étant quant à elles estimées par interpolation ou extrapolation. Pour la commune, le premier recensement exhaustif entrant dans le cadre du nouveau dispositif a été réalisé en 2008,.
En 2013, la commune comptait 163 habitants, en évolution de −5,23 % par rapport à 2008 (Aude : +3,25 %, France hors Mayotte : +2,49 %).
| 1793 | 1800 | 1806 | 1821 | 1831 | 1836 | 1841 | 1846 | 1851 |
| ---- | ---- | ---- | ---- | ---- | ---- | ---- | ---- | ---- |
| 330  | 298  | 333  | 323  | 348  | 354  | 334  | 347  | 374  |

| 1856 | 1861 | 1866 | 1872 | 1876 | 1881 | 1886 | 1891 | 1896 |
| ---- | ---- | ---- | ---- | ---- | ---- | ---- | ---- | ---- |
| 313  | 372  | 342  | 322  | 313  | 289  | 283  | 280  | 299  |

| 1901 | 1906 | 1911 | 1921 | 1926 | 1931 | 1936 | 1946 | 1954 |
| ---- | ---- | ---- | ---- | ---- | ---- | ---- | ---- | ---- |
| 257  | 284  | 273  | 214  | 224  | 195  | 191  | 191  | 170  |

| 1962 | 1968 | 1975 | 1982 | 1990 | 1999 | 2008 | 2013 | - |
| ---- | ---- | ---- | ---- | ---- | ---- | ---- | ---- | - |
| 146  | 136  | 141  | 132  | 144  | 153  | 172  | 163  | - |

### Enseignement
Regroupement pédagogique Caudeval - Moulin-Neuf

### Vie associative
- CDF CAUDEVAL Comité des fêtes organise concours de belote, fetes locale, repas avec animation
- La Maison bleue
- Association des parents d'élèves du regroupement pédagogique Caudeval - Moulin-Neuf
- Amicale du 3ème âge du Val d'Ambronne
- ACCA de Caudeval
- Association « Hobbits de Lambronne », association pour promouvoir la littérature Fantasy et la culture Fantasy.

## Culture locale et patrimoine

### Lieux et monuments
- Château de Caudeval

### Héraldique
| Blason de Caudeval | Blason  | D'argent, à un pal componé de sinople et d'or.   |
| Blason de Caudeval | Détails | Le statut officiel du blason reste à déterminer. |